# Система керування

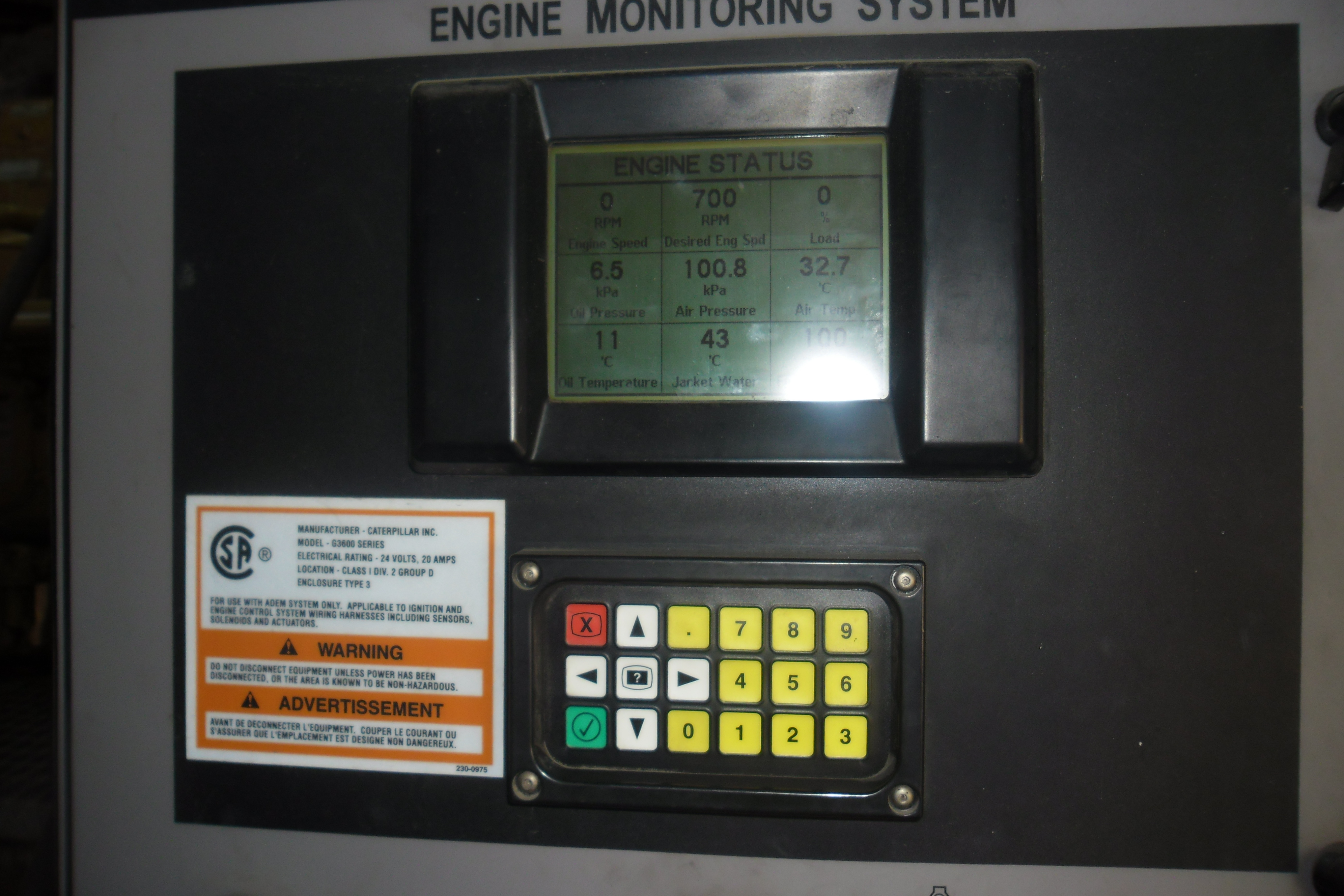
Пульт системи керування приводом компресора.

Система керування, також Система управління (англ. control system) — систематизований набір засобів впливу на підконтрольний об'єкт для досягнення цим об'єктом певної мети. Об'єктом системи керування можуть бути як технічні об'єкти так і люди. Об'єкт системи керування може складатися з інших об'єктів, які можуть мати постійну структуру взаємозв'язків.
Системи керування за участю людей як об'єктів управління часто називають системами менеджменту.
Технічна система керування — пристрій або набір пристроїв для маніпулювання поведінкою інших пристроїв або систем.
Об'єктом керування може бути будь-яка динамічна система чи її модель. Стан об'єкта характеризується деякими кількісними величинами, що змінюються в часі, тобто змінними стану. В технологічних процесах у ролі таких змінних може виступати температура, густина, в'язкість сировини або механічні переміщення (кутові або лінійні) і їхня швидкість, електричні змінні, температура технологічного обладнання, у бізнес-процесах — курс цінних паперів тощо. Аналіз і синтез систем керування проводиться методами спеціального розділу математики — теорії керування.
Системи керування поділяють на два великі класи:
- Автоматизовані системи управління (АСУ) — працюють за участю людини в контурі керування;
- Системи автоматичного керування (САК) — працюють без участі людини в контурі керування.

## Допоміжне визначення
Динамічною системою є неперервна група перетворень метричного простору у себе. У більшості випадків динамічна система задається системою диференціальних рівнянь:
{\displaystyle {\frac {dx_{i}}{dt}}=f_{i}(x_{1},x_{2},...,x_{n})}
у {\displaystyle n}-вимірному евклідовому просторі {\displaystyle x_{1},x_{2},...,x_{n}.} Кожна точка {\displaystyle (x_{1}^{(0)},x_{2}^{(0)},...,x_{n}^{(0)})} переводиться у точку {\displaystyle [x_{1}(t),x_{2}(t),...,x_{n}(t)],} де {\displaystyle [x_{1}(t),x_{2}(t),...,x_{n}(t)]} є рішенням системи, яке проходить за {\displaystyle t=0} через точку {\displaystyle (x_{1}^{(0)},x_{2}^{(0)},...,x_{n}^{(0)})}. Сукупність таких перетворень утворює групу. 
Нехай дана система автономних диференціальних рівнянь
{\displaystyle {\dot {x}}=F(x),}
{\displaystyle x\in \mathbb {R} ,} де {\displaystyle F:\mathbb {R} \rightarrow \mathbb {R} ^{n}} - гладка функція. Ця система має глобальне рішення:
{\displaystyle \varphi :\mathbb {R} ^{n}\times \mathbb {R} \rightarrow \mathbb {R} ^{n},}
яке визначається рівностями
{\displaystyle \varphi (x,0)=x} та {\displaystyle {\frac {\partial }{\partial t}}\varphi (x,t)=F(\varphi (x,t)).}
Для кожного фіксованого {\displaystyle x\in \mathbb {R} ^{n}} рішення з початковою умовою {\displaystyle x} має вигляд {\displaystyle t\mapsto \varphi (x,t).} Такі рішення існують за малих {\displaystyle |t|:} може статися, що за деякого {\displaystyle t_{0}\in \mathbb {R} } буде отримано {\displaystyle \varphi (x,t_{0})=\infty } - рішення тікає у нескінченність за скінченний час. Таким чином, у загальному випадку рішення {\displaystyle \varphi } визначене лише у окілі гіперплощини {\displaystyle \mathbb {R} ^{n}\times \{0\}} у {\displaystyle \mathbb {R} ^{n}\times \mathbb {R} .} Крім того, {\displaystyle \varphi } гладке по обом аргументам {\displaystyle x,t:} гладке рішення залежить від початкових умов також гладко. Для фіксованого {\displaystyle t} (із достатньо малим {\displaystyle |t|}) можна також розглядати відображення
{\displaystyle \varphi ^{t}:\mathbb {R} ^{n}\rightarrow \mathbb {R} ^{n},\quad \quad \varphi ^{t}(x)=\varphi (x,t),}
визначене, можливо, лише локально. Відображення {\displaystyle \varphi ^{t}} називається відображенням фізового потоку системи за час {\displaystyle t.} Ці відображення мають групову властивість:
{\displaystyle \varphi ^{0}=\mathrm {Id} } та {\displaystyle \varphi ^{s}\circ \varphi ^{t}=\varphi ^{s+t},}
при тих значеннях аргументів, за яких {\displaystyle \varphi ^{s},\varphi ^{t},\varphi ^{s+t}} визначені. Відображення {\displaystyle \varphi ^{t}} є гладко зворотним: {\displaystyle (\varphi ^{t})^{-1}=\varphi ^{-t}.} Гладке відображення, яке має глазке зворотне, називається дифоморфізмом. 

## Визначення
За керування керуючі сигнали виробляються раніше, ніж розвивається керований процес. На відміну від регулювання, яке має на увазі реакцію системи на зміни регульованого процесу з метою його спрямування.
Сукупність декількох керованих об'єктів, сполучених єдністю мети, називається керованою системою. Сукупність засобів, які прагнуть забезпечити виконання керованою системою певної мети, називається керуючою системою. Керована й керуюча системи, взаємодіючи між собою, утворюють систему керування. 
Поведінка системи керування визначається: метою керування, зовнішніми та внутрішніми умовами (тобто властивостями керованої й керуючої систем). Система керування є автоматичною, якщо основні функції керування, необхідні у процесі роботи системи для досягнення мети керування, здійснюються у ній без безпосередньої участі людини.
Керовані системи та об'єкти характеризуються наступними змінними:
- {\displaystyle {\bar {x}}={\begin{pmatrix}x_{1}(t)\\x_{2}(t)\\...\\x_{n}(t)\end{pmatrix}}}  - змінні стану, які представляють собою їх узагальнені координати
- {\displaystyle {\bar {r}}={\begin{pmatrix}r_{1}(t)\\r_{2}(t)\\...\\r_{n}(t)\end{pmatrix}}}    - керуючі змінні, які представляють собою впливи на керований об'єкт, створювані керуючою системою
- {\displaystyle {\bar {f}}={\begin{pmatrix}f_{1}(t)\\f_{2}(t)\\...\\f_{n}(t)\end{pmatrix}}}  - збурення (зовнішні змінні), створювані оточуючим середовищем (зовнішні умови)
- {\displaystyle {\bar {z}}={\begin{pmatrix}z_{1}(t)\\z_{2}(t)\\...\\z_{n}(t)\end{pmatrix}}}   - спостережувані змінні, які відображають собою відомості про зміну узагальнених координат, інформація про яку надходить до керуючої системи. Спостережуваними змінними, зокрема, можуть бути змінні стану {\displaystyle x_{i}(t).}

У будь-який момент часу {\displaystyle t} стан керованої системи є функцією початкового стану {\displaystyle {\vec {x}}(t_{0})} й векторів {\displaystyle {\vec {r}}(t_{0}),\,{\vec {f}}(t_{0})}, тобто
{\displaystyle {\vec {x}}(t)={\vec {X}}\{{\vec {x}}(t_{0});\quad {\vec {r}}(t,t_{0});\quad {\vec {f}}(t,t_{0})\}.}
Це рівняння є еквівалентним системі, яка складається з {\displaystyle n} залежностей:
{\displaystyle {\vec {x}}_{i}(t)={\vec {X}}_{i}\{{\vec {x}}(t_{0});\quad {\vec {r}}(t,t_{0});\quad {\vec {f}}(t,t_{0})\},\quad \quad (i={\overline {1,n}}).}
Наведені рівняння можна привести до наступного вигляду:
{\displaystyle {\frac {d{\vec {x}}}{dt}}={\vec {X}}\{{\vec {x}}(t);\quad {\vec {r}}(t);\quad {\vec {f}}(t)\}}
або 
{\displaystyle {\frac {d{\vec {x}}}{dt}}={\vec {X}}\{{\vec {x}}(t);\quad {\vec {r}}(t);\quad t\},}
де вплив вектору збурень {\displaystyle {\vec {f}}(t)} враховано явною залежністю оператора {\displaystyle {\vec {X}}} від {\displaystyle t.}
Часто на зміни вектору станів {\displaystyle {\vec {x}}(t)} (або на його похідні) й вектору керування {\displaystyle {\vec {r}}(t)} накладаються обмеження типу
{\displaystyle {\begin{cases}{\vec {x}}(t)\in A(t);\\{\vec {r}}(t)\in B(t),\end{cases}}}
які означають, що зміни векторів {\displaystyle {\vec {x}}(t),\,\,{\vec {r}}(t)} повинні бути обмеженими замкненими областями {\displaystyle A(t),\,\,B(t)} відповідно векторного простору станів й векторного простору керувань. 
Рішення проблеми керування полягає у віднаходженні вектору керування {\displaystyle {\vec {r}}(t)}, за якого виконується умова
{\displaystyle J\{{\vec {x}}(t);\quad {\vec {r}}(t);\quad {\vec {f}}(t)\}=\mathrm {extremum.} }
та одночасно задовільняючий обмеженням та зв'язкам, які накладаються внутрішніми властивостями системи. Рішення цієї проблеми засновані на методі послідовних наближень, причому перше й друге наближення визначаються в результаті:
- етапу ідеальної, або первинної оптимізації, який полягає у віднаходженні ідеального, але зазвичай нереалізовуваного вектору управління {\displaystyle {\vec {r}}_{ideal}(t);}
- етапу вторинної оптимізації, або оптимізації якості керування, який полягає у віднаходженні оптимального і в той же час реалізовуваного вектору керування {\displaystyle {\vec {r}}_{real}(t).}

Для кількісної характеристики відношення оптимального реалізовуваного рішення від ідеального потрібно увести величину, яка може бути названа показником якості керування й представляє собою функціонал вигляду
{\displaystyle Q=Q\{J_{ideal}-J\},}
де {\displaystyle J_{ideal}} - екстремум показника мети керування, який відповідає ідеальній системі керування
{\displaystyle J} - значення показника мети управління, яке забезпечується реальною системою. 
"Керма", положення яких характеризуються керуючими параметрами {\displaystyle r_{1},r_{2},...,r_{m}} є безінерційними, якщо (якщо необхідно) можна миттєво перемикати ці "керма" з одного положення у інше, тобто змінювати стрибком значення керуючих параметрів {\displaystyle r_{1},r_{2},...,r_{m}}. Такому випадку відповідає клас шматочно-неперервних керувань - функція {\displaystyle r(t),\,\,t_{0}\leq t\leq t_{1}} із значенням у області керування {\displaystyle R} для усіх розглядуваних {\displaystyle t,} за винятком скінченного числа моментів часу, де функція {\displaystyle r(t)} може зазнавати розривів. Це значить, що у кожній точці розриву {\displaystyle \tau } припускається існування скінченних границь праворуч та ліворуч:
{\displaystyle r(\tau -0)=\lim _{\underset {t<\tau }{t\rightarrow \tau }}r(t),\quad \quad (\tau +0)\lim _{\underset {t>\tau }{t\rightarrow \tau }}r(t).}

## Класифікація систем автоматичного керування
Система автоматичного керування, як правило, складається з двох основних елементів — об'єкта керування і керуючого пристрою.

### За метою керування

#### Системи автоматичного регулювання (за DIN 19226)
- Система автоматичної стабілізації. Вихідне значення підтримується на постійному рівні (задане значення  — константа). Відхилення виникають за рахунок збурень і при запуску системи.
- Система програмного регулювання. Задані значення змінюються за заздалегідь заданим програмою законом f(t). Поряд з похибками, що зустрічаються в системах автоматичного регулювання, тут також мають місце похибки від інерційності регулятора. Відомо три підвиди програмного керування:

Керування за переміщенням. При керуванні за переміщенням сигнал керування подається від програмного пристрою, вихідні величини якого залежать від переміщення або положення рухомих частин керованої установки.
Послідовне керування. В такій системі програма послідовного виконання дій зберігається в генераторі програми, який здійснює її покрокове виконання відповідно до стану керованої системи. Ця програма може або безперервно вводитися або ж зчитуватися з перфокарт, магнітних стрічок чи інших елементів зберігання інформації.
Керування за часом. При керуванні за часом задаючі величини поступають від програмного пристрою, оснащеного генератором часу. Таким чином, характерною ознакою системи керування за часом є генерація керуючих дій, що задаються програмним пристроєм, у часі. Як генератор програми може використовуватися: кулачковий вал, копір, перфострічка, електронний контролер.
- Слідкуюча система керування. Вхідний вплив невідомий наперед. Він визначається тільки в процесі функціонування системи. Похибки дуже сильно залежать від виду функції f(t).

#### Системи екстремального регулювання
Здатні підтримувати екстремальне значення деякого параметра (наприклад мінімальне або максимальне), що характеризує якість функціонування об'єкта. Критерієм якості, який зазвичай називають цільовою функцією,показником екстремуму абоекстремальною характеристикою, може бути або безпосередньо вимірювана фізична величина (наприклад, температура, струм, напруга, вологість, тиск), або ККД, продуктивність та ін.

#### Адаптивні системи автоматичного керування
Служать для забезпечення бажаної якості процесу при широкому діапазоні характеристик зміни об'єктів керування і збурень.

### За видом руху інформації в керуючому пристрої

#### Замкнуті САК
У замкнутих системах автоматичного регулювання керуючий вплив формується в безпосередній залежності від керованої величини. Зв'язок входу системи з його виходом називається зворотним зв'язком. Сигнал зворотного зв'язку віднімається від задаючого впливу. Такий зворотний зв'язок називається від'ємним.

#### Розімкнені САК
Сутність принципу розімкнутого управління полягає в жорстко заданій програмі керування. Тобто керування здійснюється «наосліп», без контролю результату, ґрунтуючись лише на закладеній в САУ моделі керованого об'єкта.
Приклади таких систем: таймер, блок керування світлофора, автоматична система поливу газону, автоматична пральна машина тощо
У свою чергу розрізняють:
- Розімкнені за задаючим впливом
- Розімкнені за збурюючим впливом

### За формою представлення інформації (DIN 19237)
- Аналогове керування. При цьому виді керування обробляються аналогові сигнали. Їх обробка здійснюється безперервно функціональними елементами системи.
- Цифрове (дискретне) керування. При цьому виді керування обробляються цифрові сигнали. Інформація представляється у цифровій формі. Функціональними елементами є лічильники, регістри, елементи пам'яті, лічильні пристрої і т. д.
- Двійкове керування. При цьому виді керування обробляються двійкові сигнали, які не є складовою частиною інформації, представленою у цифровій формі.

### За видом обробки сигналів (DIN 19237)
- Синхронне керування. Керування, при якому обробка сигналів синхронізована з тактовим імпульсом.
- Асинхронне керування. Керування, здійснюване без тактових імпульсів, при якому зміна вихідних сигналів відбувається тільки за рахунок перемикання вхідних сигналів.
- Логічне керування. Керування, при якому поле значень вхідних сигналів формує певне поле значень вихідних сигналів на основі зв'язків, виражених в термінах Булевої алгебри.
- Послідовне керування. Керування з примусовим покроковим процесом, при якому перемикання програми від кроку до кроку залежить від певних умов, виконуваних у ході процесу. Алгоритм програми такого керування може мати переходи, петлі, розгалуження і т. д. Послідовне керування поділяється на дві підгрупи:

- Послідовне керування за часом та керування, при якому умови перемикання залежать тільки від часу. Для здійснення цього виду керування використовуються реле часу, лічильники часу або задаючі вали з постійною швидкістю обертання.
- Послідовне керування за станом процесу. Послідовне керування, при якому умова подальшого перемикання залежить тільки від сигналів, що поступають від керованої системи.

## Різновиди систем управління
- Система управління навчанням
- Автоматизована система керування
- Система екологічного управління
- Система управління складом
- Система управління транспортом
- Система управління охороною праці
- Система управління інформаційною безпекою
- Система керування вмістом
- Автоматизована система керування виробництвом
- Система програмного управління
- Система керування версіями
- Система державного управління
- Система керування базами даних
- Автоматизована система оперативно диспетчерського управління збагачувальною фабрикою
- Система автоматичного керування
- Система управління і захисту реактора

### Системи управління (керування) у військовій справі
Система управління: — у військовій справі:
- Система управління військами
- Система керування вогнем